# 30065 Asrinivasan
30065 Asrinivasan è un asteroide della fascia principale. Scoperto nel 2000, presenta un'orbita caratterizzata da un semiasse maggiore pari a 2,3600152 UA e da un'eccentricità di 0,1483954, inclinata di 4,85634° rispetto all'eclittica.